# Трамвайный парк «Соминка»
Трамвайный парк № 2 «Соминка» — трамвайный парк в Твери.
К началу 1960-х годов парк подвижного состава трамвайной системы г. Калинина вырос до 150 единиц. Действующее трамвайное депо № 1, рассчитанное на обслуживание 100 вагонов, не справлялось с таким объемом работ.
Данный вопрос был рассмотрен исполкомом городского Совета, который поручил специально созданной комиссии наметить земельный участок для строительства второго трамвайного депо. На заседании Калининского горисполкома 6 февраля 1960 года, рекомендации комиссии были одобрены и утверждён отвод земельного участка в Заволжском районе по улице Хрустальной, общей площадью 9,9 га.
По заказу облкомхоза, проектным бюро «Гипрокоммундортранс» в 1963 году был разработан и утверждён в вышестоящих инстанциях типовой проект трамвайного депо на 100 вагонов, а также выполнена привязка к выделенному земельному участку (автор проекта — инженер А. И. Крылов) Проект имел П-образную компоновку главного корпуса, в которую вписывались: профилакторий, ВРМ и бытовые помещения.
В 1965 году, до начала работ по строительству, Госстрой СССР признал вышеуказанный типовой проект устаревшим и рекомендовал строить трамвайное депо по новому типовому проекту № 5-08-01/63. Заказ на привязку нового типового проекта депо поступил от УКС исполкома Горсовета. По новой привязке 1967 года, депо имеет иную компоновку главного корпуса: профилакторий, ВРМ, бытовые установки размещены под общим многопролетным перекрытием, размерами 84×60×7 метров, площадь 5040 м2, строительным объемом 35 040 м3.
Проект был утвержден распоряжением № 913-А Калининского областного совета от 3 ноября 1967 года. Запланированная стоимость работ составила 1 230 тыс. рублей, в ценах до 1967 года. В 1969 году, в связи с изменением оптовых цен на материалы, все сметно-финансовые расчеты были пересмотрены и переутверждены, стоимость работ по проекту поднялась до 1 610 тыс. рублей. Заказчиком по строительству депо был назначен УКС исполкома Горсовета, генеральным подрядчиком — «Калининстрой»
Строительные работы были начаты в ноябре 1969 года, и осложнялись высоким стоянием грунтовых вод, отсутствием коммуникаций. Депо было введено в эксплуатацию с передачей вагонов из депо № 1 «Площадь Капошвара» 23 января 1976 года. В 1980-х годах на площадке парка был открыт Всесоюзный испытательный полигон городского электротранспорта, где проводились испытания новых трамваев.
После закрытия 1-го депо 1 октября 2010 года, и до момента фактического закрытия трамвайной сети в 2018 году,  использовался для хранения и отстоя всего сохранившегося подвижного состава. В августе 2019 года все вагоновожатые, монтёры путей и вспомогательный персонал, были уволены, а  находящийся на балансе подвижной состав -- законсервирован. Подъездной путь к трамвайному парку, пролегавший по улице Благоева, и соединявший трамвайный парк со всей остальной трамвайной сетью, был разобран.  В октябре 2019 года некоторые из принятых на хранение вагонов были списаны, и порезаны на металлолом. 
В 2020 году на территории депо велась утилизация троллейбусов после закрытия троллейбусного движения.
В июне 2022 года возле бывшего депо установлен вагон-памятник Tatra T3SU, сохранившийся в депо. В сентябре 2024 года в дополнение был установлен вагон-рельсотранспортер СВАРЗ РТ-2
В настоящее время на территории депо расположено подразделение тверского ПАТП-1, большая часть территории пустует, рельсы и контактная сеть демонтированы.